# 圣灵银行
圣灵银行 (葡萄牙語：Banco Espírito Santo，簡稱BES)是葡萄牙一家私有商业银行，总部位于里斯本。
2011年5月31日，其股票市值达32亿欧元，为葡萄牙最大商业银行。 2011年3月净资产80亿欧元，为葡萄牙第二大私立金融机构。占葡萄牙国内的市场份额的20.3%，拥有210万客户。

## 历史
José Maria do Espírito Santo e Silva在1869至1884年的彩票业、货币兑换、证券业。1915年其去世后，以其创办的金融机构为基础于1920年建立了圣灵银行（Banco Espírito Santo）。
1937年，吞并了里斯本商业银行（Banco Comercial de Lisboa），改名为圣灵与里斯本商业银行（Banco Espírito Santo e Comercial de Lisboa，BESCL），并于1999年再次改名为BES。
1975年，随着葡萄牙政局剧变推翻了法西斯政权，圣灵银行被国有化，禁止圣灵家族在葡萄牙国内开展业务，该家族在美国、巴西、法国、瑞士等开展业务，并在卢森堡创建了控股公司。该控股公司为圣灵金融集团的前身。
1991年，圣灵金融集团与法国农业信贷银行重新控股了圣灵银行。 
2014年，聖靈銀行的母公司聖靈國際（葡萄牙語：Espírito Santo International SA）因無法履行快將到期債務，向盧森堡法庭申請破產保護。

## 股权结构
BES自1991年以后一直保持稳定的股权结构。圣灵金融集团（ESFG）与法国农业信贷银行（Crédit Agricole）共持股50.8%。
BES目前在四大洲23个国家开设了分支机构。  